# Maucomble
Maucomble és un municipi francès situat al departament del Sena Marítim i a la regió de Normandia. L'any 2007 tenia 318 habitants.

## Demografia

### Població
El 2007 la població de fet de Maucomble era de 318 persones. Hi havia 122 famílies de les quals 20 eren unipersonals (4 homes vivint sols i 16 dones vivint soles), 51 parelles sense fills, 43 parelles amb fills i 8 famílies monoparentals amb fills.
La població ha evolucionat segons el següent gràfic:
Habitants censats

### Habitatges
El 2007 hi havia 139 habitatges, 122 eren l'habitatge principal de la família, 8 eren segones residències i 9 estaven desocupats. 137 eren cases i 2 eren apartaments. Dels 122 habitatges principals, 104 estaven ocupats pels seus propietaris i 19 estaven llogats i ocupats pels llogaters; 4 tenien una cambra, 4 en tenien dues, 15 en tenien tres, 34 en tenien quatre i 66 en tenien cinc o més. 94 habitatges disposaven pel capbaix d'una plaça de pàrquing. A 41 habitatges hi havia un automòbil i a 65 n'hi havia dos o més.

### Piràmide de població
La piràmide de població per edats i sexe el 2009 era:
| Homes | Edats   | Dones |
| ----- | ------- | ----- |
| 0     | 95 o +  | 4     |
| 0     | 90 a 94 | 0     |
| 4     | 85 a 89 | 0     |
| 8     | 80 a 84 | 0     |
| 0     | 75 a 79 | 12    |
| 12    | 70 a 74 | 8     |
| 8     | 65 a 69 | 8     |
| 8     | 60 a 64 | 8     |
| 8     | 55 a 59 | 8     |
| 12    | 50 a 54 | 8     |
| 12    | 45 a 49 | 20    |
| 12    | 40 a 44 | 0     |
| 8     | 35 a 39 | 20    |
| 4     | 30 a 34 | 4     |
| 16    | 25 a 29 | 4     |
| 0     | 20 a 24 | 8     |
| 8     | 15 a 19 | 24    |
| 20    | 10 a 14 | 8     |
| 4     | 5 a 9   | 4     |
| 4     | 0 a 4   | 4     |

## Economia
El 2007 la població en edat de treballar era de 199 persones, 151 eren actives i 48 eren inactives. De les 151 persones actives 144 estaven ocupades (74 homes i 70 dones) i 8 estaven aturades (2 homes i 6 dones). De les 48 persones inactives 15 estaven jubilades, 17 estaven estudiant i 16 estaven classificades com a «altres inactius».

### Ingressos
El 2009 a Maucomble hi havia 134 unitats fiscals que integraven 353,5 persones, la mediana anual d'ingressos fiscals per persona era de 16.934 €.

### Activitats econòmiques
Dels 13 establiments que hi havia el 2007, 1 era d'una empresa de fabricació d'altres productes industrials, 1 d'una empresa de construcció, 4 d'empreses de comerç i reparació d'automòbils, 2 d'empreses d'hostatgeria i restauració, 2 d'empreses immobiliàries, 1 d'una empresa de serveis i 2 d'empreses classificades com a «altres activitats de serveis».
L'únic servei als particulars que hi havia el 2009 era un restaurant.
L'any 2000 a Maucomble hi havia 7 explotacions agrícoles.

## Poblacions més properes
El següent diagrama mostra les poblacions més properes.